# Deutsche Cadre-47/1-Meisterschaft 1983/84

Veranstaltungsort: Gütersloh

Die Deutsche Cadre-47/1-Meisterschaft 1983/84 ist eine Billard-Turnierserie und fand am 14. Oktober 1983 in Gütersloh zum 18. Mal statt.

## Geschichte
Eine ausgezeichnete Leistung zeigte der nach Duisburg-Homberg gewechselte Bochumer Klaus Hose bei dieser Deutschen Cadre-47/1-Meisterschaft. Schon in der Qualifikation stellte er mit 46,15 einen neuen deutschen Rekord im Generaldurchschnitt (GD) auf. Auch in der Endrunde in Gladbeck spielte er mit 30,84 einen sehr guten GD, da die Satzdistanz ja nur 100 Punkte war. Im Finale besiegte er Titelverteidiger Thomas Wildförster glatt in zwei Sätzen. Ein wenig mehr Probleme hatte Hose im Halbfinale gegen den stark spielenden Hans Wernikowski, der den zweiten Satz in nur einer Aufnahme beendete. Im Spiel um Platz drei gegen Wolfgang Zenkner siegte Wernikowski mit 2:1 Sätzen und gewann seine erste Medaille im Cadre 47/1.

## Modus
Gespielt wurde im K.-o.-System auf zwei Gewinnsätze bis 100 Punkte. In der Qualifikation wurde bis 200 Punkte oder 20 Aufnahmen gespielt.
Die Endplatzierung ergab sich aus folgenden Kriterien:
1. Matchpunkte
2. Satzpunkte
3. Generaldurchschnitt (GD)
4. Bester Einzeldurchschnitt (BED)
5. Höchstserie (HS)

## Teilnehmer nach der Qualifikation
1. Thomas Wildförster (BSV Velbert) (Titelverteidiger)
2. Klaus Hose (SV Duisburg-Hamborn 1968)
3. Hans Wernikowski (BC Feldmark 34 Gelsenkirchen)
4. Wolfgang Zenkner (BSV München)

## Turnierverlauf
| # | Name                                       | MP  | GD    | BED   | HS |
| - | ------------------------------------------ | --- | ----- | ----- | -- |
| 1 | Wolfgang Zenkner (BSV München)             | 6:0 | 11,95 | 14,28 | 64 |
| 2 | Klaus Müller (BC Viktoria 09 Neunkirchen)  | 4:2 | 13,02 | 13,33 | 60 |
| 3 | Willi Steinberger (BC Kempten)             | 2:4 | 9,00  | 11,76 | 62 |
| 4 | Fritz Günther (BC Viktoria 09 Neunkirchen) | 0:6 | 7,84  | –     | 37 |

| MP    | Match Punkte (Sieger = 2; Unentschieden = 1; Verlierer = 0) |
| SV    | Satzverhältnis (nur bei Turnieren im Satzsystem)            |
| Pkte. | Erzielte Karambolagen                                       |
| Aufn. | benötigte Aufnahmen                                         |
| GD    | Generaldurchschnitt                                         |
| MGD   | Mannschafts-Generaldurchschnitt                             |
| BED   | Bester Einzeldurchschnitt eines Spielers                    |
| BEMD  | Bester Einzeldurchschnitt einer Mannschaft                  |
| BSD   | Bester Satzdurchschnitt eines Spielers                      |
| HS    | Höchstserie                                                 |
| WRP   | Weltranglistenpunkte                                        |

| # | Name                                  | MP  | GD    | BED    | HS  |
| - | ------------------------------------- | --- | ----- | ------ | --- |
| 1 | Klaus Hose (SV Duisburg-Hamborn 1968) | 6:0 | 46,15 | 100,00 | 150 |
| 2 | Volker Simanowski (BSV Velbert)       | 4:2 | 26,81 | 50,00  | 141 |
| 3 | Heinz Ohagen (BSV Velbert)            | 2:4 | 10,60 | 14,28  | 46  |
| 4 | Torsten Anders (BSV Velbert)          | 0:6 | 11,08 | –      | 60  |

| MP    | Match Punkte (Sieger = 2; Unentschieden = 1; Verlierer = 0) |
| SV    | Satzverhältnis (nur bei Turnieren im Satzsystem)            |
| Pkte. | Erzielte Karambolagen                                       |
| Aufn. | benötigte Aufnahmen                                         |
| GD    | Generaldurchschnitt                                         |
| MGD   | Mannschafts-Generaldurchschnitt                             |
| BED   | Bester Einzeldurchschnitt eines Spielers                    |
| BEMD  | Bester Einzeldurchschnitt einer Mannschaft                  |
| BSD   | Bester Satzdurchschnitt eines Spielers                      |
| HS    | Höchstserie                                                 |
| WRP   | Weltranglistenpunkte                                        |

| # | Name                                            | MP  | GD    | BED   | HS  |
| - | ----------------------------------------------- | --- | ----- | ----- | --- |
| 1 | Hans Wernikowski (BC Feldmark 34 Gelsenkirchen) | 6:0 | 24,00 | 28,57 | 111 |
| 2 | Heinz Janzen (BG Bottrop 24)                    | 3:3 | 14,28 | 16,66 | 66  |
| 3 | Harald Gast (BG Bottrop 24)                     | 3:3 | 9,44  | 12,50 | 60  |
| 4 | Wolfgang Matz (BC Feldmark 34 Gelsenkirchen)    | 0:6 | 5,65  | –     | 56  |

| MP    | Match Punkte (Sieger = 2; Unentschieden = 1; Verlierer = 0) |
| SV    | Satzverhältnis (nur bei Turnieren im Satzsystem)            |
| Pkte. | Erzielte Karambolagen                                       |
| Aufn. | benötigte Aufnahmen                                         |
| GD    | Generaldurchschnitt                                         |
| MGD   | Mannschafts-Generaldurchschnitt                             |
| BED   | Bester Einzeldurchschnitt eines Spielers                    |
| BEMD  | Bester Einzeldurchschnitt einer Mannschaft                  |
| BSD   | Bester Satzdurchschnitt eines Spielers                      |
| HS    | Höchstserie                                                 |
| WRP   | Weltranglistenpunkte                                        |

### Finalrunde
| Name               | MP  | SP  | 1. Satz | 2. Satz | 3. Satz | Pkte. | Aufn. | GD    | BSD    | HS  |
| ------------------ | --- | --- | ------- | ------- | ------- | ----- | ----- | ----- | ------ | --- |
| Halbfinale         |     |     |         |         |         |       |       |       |        |     |
| Thomas Wildförster | 2:0 | 4:2 | 100(3)  | 13(3)   | 100(7)  | 213   | 13    | 16,38 | 33,33  | 52  |
| Wolfgang Zenkner   | 0:2 | 2:4 | 38(3)   | 100(3)  | 60(7)   | 198   | 13    | 15,23 | 33,33  | 70  |
| Klaus Hose         | 2:0 | 4:2 | 100(3)  | 1(1)    | 100(3)  | 201   | 7     | 28,71 | 33,33  | 77  |
| Hans Wernikowski   | 0:2 | 2:4 | 52(3)   | 100(1)  | 9(3)    | 161   | 7     | 23,00 | 100,00 | 100 |
| Spiel um Platz 3   |     |     |         |         |         |       |       |       |        |     |
| Wolfgang Zenkner   | 0:2 | 2:4 | 100(3)  | 25(9)   | 85(5)   | 210   | 17    | 12,35 | 33,33  | 74  |
| Hans Wernikowski   | 2:0 | 4:2 | 28(3)   | 100(9)  | 100(5)  | 228   | 17    | 13,41 | 20,00  | 40  |
| Finale             |     |     |         |         |         |       |       |       |        |     |
| Thomas Wildförster | 0:2 | 0:4 | 43(3)   | 71(3)   |         | 114   | 6     | 19,00 | –      | 56  |
| Klaus Hose         | 2:0 | 4:0 | 100(3)  | 100(3)  |         | 200   | 6     | 33,33 | 33,33  | 83  |

### Abschlusstabelle
| MP    | Match Points (Sieger = 2; Unentschieden = 1; Verlierer = 0) |
| Pkte. | Erzielte Karambolagen                                       |
| Aufn. | Benötigte Versuche                                          |
| GD    | Generaldurchschnitt                                         |
| BED   | Bester Einzeldurchschnitt eines Spielers                    |
| HS    | Höchstserie                                                 |
|       | Bester GD des Turniers                                      |
|       | Bester ED des Turniers                                      |
|       | Beste HS des Turniers                                       |
|       | 1. Platz (Gold)                                             |
|       | 2. Platz (Silber)                                           |
|       | 3. Platz (Bronze)                                           |

| Endklassement              | Endklassement      | Endklassement | Endklassement | Endklassement | Endklassement | Endklassement | Endklassement | Endklassement | Endklassement |
| Platz                      | Name               | MP            | SP            | Pkt.          | Aufn.         | GD            | BED           | BSD           | HS            |
| -------------------------- | ------------------ | ------------- | ------------- | ------------- | ------------- | ------------- | ------------- | ------------- | ------------- |
| 1                          | Klaus Hose         | 4:0           | 8:2           | 401           | 13            | 30,84         | 33,33         | 33,33         | 83            |
| 2                          | Thomas Wildförster | 2:2           | 4:6           | 327           | 19            | 17,21         | 16,38         | 33,33         | 56            |
| 3                          | Hans Wernikowski   | 2:2           | 6:6           | 389           | 24            | 16,20         | 13,41         | 100,00        | 100           |
| 4                          | Wolfgang Zenkner   | 0:4           | 4:8           | 408           | 30            | 13,60         | –             | 33,33         | 74            |
| Turnierdurchschnitt: 17,13 |                    |               |               |               |               |               |               |               |               |